# 小指外転筋
小指外転筋（しょうしがいてんきん、Abductor digiti minimi muscle）は人間の上肢の筋肉で小指MP関節の屈曲と外転を行う。
豆状骨、屈筋支帯から起こり、小指基節骨底尺側、種子骨で停止する。